# 실화탐사대의 에피소드 목록
아래는 MBC TV의 시사교양 프로그램인 《실화탐사대》의 에피소드 목록이다.

## 방영 리스트
- 실화탐사대의 에피소드 목록 (2018년)
- 실화탐사대의 에피소드 목록 (2019년)
- 실화탐사대의 에피소드 목록 (2020년)
- 실화탐사대의 에피소드 목록 (2021년)
- 실화탐사대의 에피소드 목록 (2022년)
- 실화탐사대의 에피소드 목록 (2023년)